# Памятник героям Первой мировой войны (Азов)
Памятник героям Первой мировой войны ― один из монументов в городе Азове, посвящённый солдатам и офицерам Русской императорской армии, которые приняли участие в Первой мировой войне. Установлен в 2014 году. Располагается на Петровском бульваре, у здания ЦГБ.

## Открытие памятника
В боях на полях Первой мировой войны (1914—1918) от Донского края принимало участие около 125 тысяч казаков, шестьдесят конных полков, тридцать три конных батареи, шесть пластунских батальонов, пять запасных полков, три запасных батареи и более восьмидесяти отдельных особых сотен. Донцы участвовали в большинстве военных операций.
В 2014 году в России отмечали столетие с начала Первой мировой войны. Россия принимала участие в войне на стороне Антанты, её армия вела боевые действия на Восточном фронте. Президент России Владимир Путин 27 июня 2012 года, отвечая на вопрос сенатора А. И. Лисицына, обвинил большевистское руководство в проигрыше Россией Первой мировой войны — «…то результат предательства тогдашнего правительства… большевики совершили акт национального предательства…». Президент назвал проигрыш России уникальным: «Наша страна проиграла эту войну проигравшей стороне».
Столетие начала войны пробудило общественный интерес в стране к увековечивания о ней памяти путем сооружения памятникам её героям.
В городе Азове работа над памятником началась в 2012 году. Отливали памятник с февраля 2014 года. Памятник представляет собой фигуру стоящего казака, являющегося символом героических заслуг русских солдат, сзади него —  Георгиевский крест. В правой руке казак держит саблю, в левой руке — ножны от сабли. Печальная поза казака соответствует итогами Первой мировой войны. Памятник установлен на гранитном постаменте. Скульптор — А. М. Дементьев.
Высота скульптуры казака составляет два с небольшим метра, изготовлена скульптура из бронзы. Трёхметровый Георгиевский крест выполнен из бронзы и латуни. Гранит для постамента привозили из Карелии и Украины. Памятник создан на средства жителей Азова.
Открытие памятника состоялось 30 июля 2014 года. Освящение памятника провел настоятель Свято-Троицкого храма отец Сергий.
Кроме Азова, памятники героям «забытой войны» в Ростовской области были открыты в Ростове-на-Дону, Шахтах, Новочеркасске, Батайске и других населённых пунктах.